# Сирийские туркмены
Сири́йские туркме́ны (туркоманы, туркманы; тур. Suriye Türkmenleri, азерб. Suriya türkəmənləri, араб. التركمان السوريون ,الأتراك السوريون‎), иногда указываются как сирийские турки (тур. Suriye Türkleri, араб. الأتراك السوريون‎) — тюркский народ, проживающий на территории современной Сирии. Как и иракские туркмены, происходят от огузских племён, расселившихся в регионе после XI века, считаются остатками туркоманских племенных конфедераций Кара-Коюнлу и Ак-Коюнлу. Говорят на диалекте турецкого (хотя некоторые ученые считают его отдельным языком), однако из-за проводимой политикой Баас арабизации в большинстве своём родным считают арабский язык.

## Появление туркменов на землях современной Сирии
Миграция тюрков в Сирию началась в XI веке в период империи Сельджуков. После этого расселившиеся в городах Триполи, Дамаске, Латакии, Халебе, Хаме, Хомсе и Кунейтре тюрки полностью взяли контроль над Сирией.
В 1072 году сельджукский султан Мелик-шах I с помощью туркменских войск захватил Северную Сирию и часть Палестины. Огузо-туркменские племена Йива, Бойу, Байят, Авшар, Бегдили, Дюгер и племенной союз Учок были размещены в городах Дамаск и Халеб. Туркменские племена, объединённые Салах ад-Дином в XII веке, внесли большой вклад в борьбе с крестоносцами за регион. В середине XIII века на этой территории установило свою власть государство Мамлюков. В связи с тем, что конийский султан потерпел поражение от монголов при Кёсе-даге, туркмены, проживавшие в районе Сиваса и Кайсери, переселились в Сирию. Во времена Османской империи они отправились на территорию современной Сирии, а именно в города Алеппо, Хама, Латакия, Хомс и их области, защищать интересы турецких паломников, которые, по мусульманским канонам, каждый год совершали хадж. С тех пор они осели в этих городах, а после французской оккупации некоторые из них переселились в Дамаск, где ассимилировались и стали частью арабского народа.
В 1337 году сирийские туркмены создали в Шаме (Сирия) бейлик Дулкадиридов. В 1516 году в битве при Мардж Дабике османы разбили мамлюков, и на этой территории на 400 лет была установлена османская власть. Местное население при этом было под сильным влиянием тюркской культуры. Вплоть до конца Первой Мировой войны 1914 года, находящаяся под османским владычеством Сирия развивалась под культурным, социальным, экономическим влиянием тюрков. В дальнейшем она находилась под французским владычеством.
После создания в 1923 году Турецкой республики среди туркоманов наметилось стремление освободиться от власти французов и стать частью турецкого народа. Так, на территории оккупированного французами региона Хатай, где туркоманы на тот момент составляли значительную часть среди остальных регионов Сирии, местное население провозгласило одноимённое государство, которое в 1939 году войдёт в состав Турции. Президентом переходного государства был выходец из сирийских туркмен Тайфур Сёкмен.
Оставшимся в мандатной территории, а позднее независимом государстве, сирийским туркменам было запрещено говорить на родном языке, а также обучаться и издавать литературу. Было запрещено создавать кружки и партии, объединения для подачи своего голоса. Как и в соседнем Ираке, во времена правления партии Баас подвергались ассимиляционной политики как со стороны арабов, так и со стороны курдов. Но в период Башара аль-Асада в сфере основных прав и независимого развития сирийских туркмен были сделаны значительные послабления. Однако они продолжали быть непризнанным на официальном уровне национальным меньшинством.

## Положение сирийских туркмен сегодня

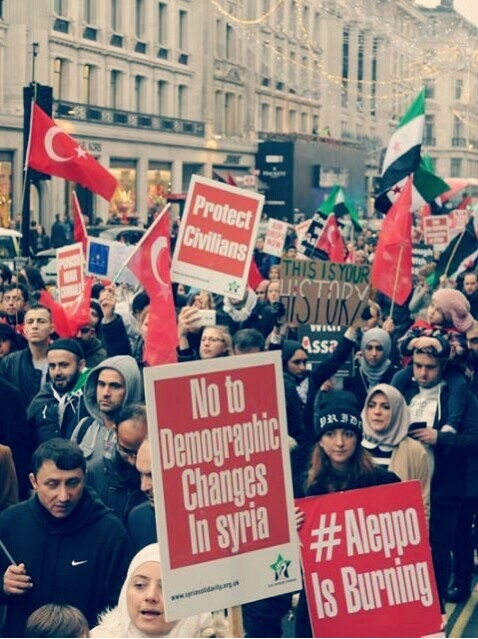
Протесты сирийских туркмен против ассимиляции и геноцида, Лондон, 2016

Со времён французского мандата и до режима Асада турецкая культура и язык исчезли для части сирийской туркменской общины. Многие сирийские туркмены арабизировались и ассимилировались в районах, где они составляют меньшинство. Следовательно, арабизация является в основном исключением в тех районах, где сирийские туркмены проживают в районах, где они составляют значительную численность населения, где они продолжают сохранять свою турецкую идентичность и язык, несмотря на дискриминационную государственную политику.
После присоединения в состав Турции образовавшегося на территории Александреттского санджака Государства Хатай среди сирийского населения усилились антитурецкие настроения. Для сирийцев присоединение Хатая к Турции было рассмотрено как аннексия, ставшая «национальной раной и символом усиления турецкого вмешательства в сирийские дела». Это привело к началу антитурецкой дискриминации, усилившейся при правительстве Хафеза аль-Асада и процессе арабизации. Сирийские туркмены пострадали от дискриминации в сфере трудоустройства и образования, им было запрещено писать и публиковаться на родном турецком диалекте.
Сирийские туркмены в основном занимаются обувным делом, большое количество обувных фабрик в г. Алеппо принадлежат именно им, рабочими на этих фабриках являются также представители этой нации. Также среди них есть деятели культуры, учёные, политики, военные. Так, например, бывший министр обороны Сирии Хасан ат-Туркмани (тур. Hasan Türkmen) был из числа сирийских туркмен
.
Многие влиятельные семьи Сирии, такие как Аль-Азм, Аль-Атаси, Шишакли и другие, имели туркоманское происхождение. Немало представителей сирийских туркмен принимало участие в борьбе за независимость Сирии от Французского мандата и создании государственности. Так, Юсуф Аль-Азма, известный сирийский борец за независимость и первый военный министр страны, согласно некоторым источникам, был представителем сирийских туркмен. Однако в большинстве своём сирийские туркмены занимали низкую ступеньку общественной лестницы. Как сообщил Аль-Баваба, было заявлено, что Асад всегда стремился принести пользу своему политически доминирующему шиитскому религиозному меньшинству. В отчёте цитируется слова Байырбуджака Туркмена: «Они сначала возьмут алавитов, несмотря ни на что, даже если бы у них были учёные степени, туркмены не могли найти работу».
С началом гражданской войны в Сирии сирийские туркмены перешли на сторону сирийской оппозиции, что способствовало росту антитюркизма в Сирии.
В 2011 году в Турции было создано «Сирийское туркменское движение», а спустя год «Сирийская туркменская платформа» и «Сирийское демократическое туркменское движение», которые поддерживаются официальными властями Турции Из вооруженных формирований сирийских туркмен известны «Бригада сирийских туркмен», «Бригада Джабаль ат-Туркман» (связана с Аль-Каидой через Фронт ан-Нусра) и «Бригада султана Селима». С другой стороны, не все группы сирийских туркмен поддерживают Турцию. Так, Сельджукская бригада поддерживала курдское формирование YPG и осудила турецкое военное вмешательство в Сирию в августе 2016 года.
Весной 2014 года туркменские вооруженные формирования приняли участие в захвате города Кесаб на севере Сирии.
1 октября 2015 года появились сообщения, что авиация России в среду 30 сентября бомбила позиции сирийских туркмен в рамках поддержки правительства Асада. В частности, назывался населенный пункт Телль-Биса в провинции Хомс, где, по сообщениям Сирийской туркменской ассамблеи, погибло 40 человек.
Участвовали в обстреле российского Су-24 24 ноября 2015 года.

## Численность
Сирийские туркмены — третий по численности народ Сирии после арабов и курдов. Численность достоверно неизвестна. Согласно некоторым данным, их насчитывается от 500 000 до 3 000 000 туркменов. Большинство из них проживает вдоль границы сирийско-турецкой границы, но также они разбросаны по остальным провинциям Сирии, таких как Алеппо, Дамаск, Хомс, Хама, Латакия и Кунейтра. Несмотря на то, что значительная часть из них ассимилирована, тем не менее, немало из них помнит свои корни и своё тюркское происхождение.
Одной из причин отсутствия точных оценок численности населения является политическая нестабильность, вызванная гражданской войной. Немало туркмен было вынуждено бежать в Турцию и другие соседние страны.
Как и иракские туркмены, они разделены религиозно: более половины из них — сунниты, остальные — шииты. В отличие от других народов Сирии, имеют крайне слабый уровень религиозного фанатизма.

## Культура

### Язык
Сирийские туркмены говорят на сирийско-туркменском диалекте турецкого языка. Диалект образует особую диалектную зону в составе огузской группы тюркских языков, c заметным влиянием арабского языка. Согласно некоторым данным, является продолжением анатолийских диалектов турецкого языка.
Подробные сведения о сирийско-туркменских диалектах относительно их грамматических, фонетических и лексических особенностей и числа их носителей отсутствуют.
В 1927 году тюрколог А. Н. Самойлович в посвящённой тюркским числительным статье «Турецкие числительные количественные и обзор попыток их толкования» упоминает в качестве отличительного признака сохранение исходной формы для числительных '80' (sekizen) и '90' (dokuzan) — в остальных огузских употребляются формы вроде seksen и соответственно doksan. Самойлович в свою очередь отсылает к свидетельству М. А. Казем-бека в книге «Общая грамматика» (стр. 98) и Хартманна.
В «Этимологическом словаре» Э. В. Севортяна упоминаются формы segzen, sekizen и даже sekizon; диалекты, содержащие такие формы, описываются как турецкие.

### Традиции
Сирийские туркмены отличаются гостеприимством. Их дома могут посещаться в любое время, даже без предварительного приглашения. В соответствии с устоявшимися нормами этикета, каждому гостю предлагаются напитки, включая чай, знырат (заваренные цветы), кофе и другие освежающие напитки. Особым знаком уважения считается подача крепкого бедуинского кофе, который традиционно разливается в одну-две чашки, передаваемые по кругу. Согласно местным традициям, отказ от угощения может быть воспринят как проявление неуважения. Для прекращения употребления кофе принято слегка покачать чашку пальцами в воздухе, тогда как её размещение на столе или полу считается нежелательным.
В культурной среде сирийских туркмен визиты к друзьям и родственникам представляют собой один из основных способов проведения досуга. В рамках традиционного гостеприимства визит сопровождается длительной беседой и угощением лёгкими закусками. Основная трапеза, как правило, начинается поздно вечером и может продолжаться несколько часов. Важной особенностью является стремление хозяев предложить гостю наиболее качественные и крупные куски пищи, зачастую вручную перекладывая их на его тарелку. Отказ от еды в таких случаях не приветствуется, и в соответствии с традициями принято хотя бы символически попробовать предложенные блюда.

### Кухня
Кухня сирийских туркмен мало отличается от остальных народов Сирии в виду их ареала и использования тех же ингредиентов и технологий приготовления блюд. В качестве ингредиентов используются зерновые культуры, свежие овощи, оливковое масло, специи, лимонный сок и кисломолочные продукты.
Среди традиционных блюд можно выделить кашу из варёной дробленой пшеницы бургуль, ячменные и пшеничные пресные лепешки хобз, кисломолочные продукты лябне, фаршированные баклажаны макдус, зелень, маслины и баранину. В качестве закусок на столе обычно присутствуют фалафель, шаурма, хумус, мутаббаль, баба гануш, фуль, салат из зелени табуле, разнообразные сыры, суп из чечевицы и овощной салат с жареным хлебом и оливками фаттуш.
Мясные блюда включают запеченного целиком ягненка с рисом и орехами менсаф, мясной плов с морковью, изюмом и пряностями кабса, запеченную курицу с рисово-ореховой начинкой джадж махши, жареную на углях рыбу самак мешуи, баранину в различных вариациях: отбивные касталета, шашлыки и кебаб, мясной паштет с дробленой пшеницей киббе, жареную на вертеле мешви, баранину с черносливом и миндалем, овечьи ноги маккадем, а также жареные на углях котлеты из ягнятины с зеленью кафта и фаршированные виноградные листья долма (в некоторых источниках указывается как толма).
На десерт подают слоеные пирожки с мясом, сыром и зеленью бурак, пахлаву, шербет, десерт из теста с сыром, кремом или орехами в сиропе кунафа, пудинг из манной крупы мхалабие, различные пирожки и фрукты.
Среди популярных напитков — крепкий арабский кофе, чай, свежие соки со льдом, компот из изюма с джелаб и кисломолочный напиток айран.

### Брак
Свадьба сирийских туркмен представляет собой важное социальное и культурное событие, сопровождающееся традиционными обрядами. Празднование проходит раздельно для женской и мужской частей семьи, включает национальную музыку, танцы и хоровые речитативы. Широкий круг гостей, включая соседей и знакомых, отражает коллективный характер торжества, а особое внимание уделяется участию иностранных гостей. Брак рассматривается как ключевое жизненное событие, требующее одобрения семьи. Жених обязан подтвердить свою финансовую состоятельность, обеспечив жилье и ценные подарки. Мужчины вступают в брак, как правило, после 25-30 лет, тогда как девушки выходят замуж в более раннем возрасте. Развод редок и формально осуществляется по исламской традиции произнесением трёхкратного талак. Семейные роли строго разграничены: мужчина является главным добытчиком, а женщина отвечает за домашнее хозяйство. Несмотря на сохранение традиционной структуры, приоритетом общества остаётся обеспечение стабильности семьи и воспитание детей.

### Похороны
Погребальные традиции сирийских туркмен следуют исламским канонам, предполагая скорейшее захоронение умершего — в день смерти или на следующий. В семье сохраняется внешнее спокойствие, громкие выражения скорби не приняты. Тело усопшего заворачивают в белый саван (кафан), помещают в гроб, обернутый дорогим материалом, и несут на руках до мечети, где проводится отпевание с чтением Корана. В похоронной процессии на кладбище участвуют только мужчины. Покойного укладывают в могилу на правый бок, ориентируя лицо в сторону Мекки. Посещения кладбища стараются не затягивать, так как существует поверье, что последний уходящий станет следующим умершим. Поминальные встречи проходят в первые три дня, затем на седьмой и сороковой день после смерти. Выражение соболезнований предпочтительно в форме личного визита в первый день, допускаются также телеграммы или венки с траурными надписями.

## Известные представители
- Хасан ат-Туркмани — 4-й министр обороны Сирии.
- Худа Наамани — ливанская поэтесса-феминистка.
- Садик Джалал аль-Азм — сирийский философ и профессор.
- Юсуф Аль-Азма — сирийский революционер, выступавший за освобождение Сирии от французского владычества[33][34].
- Арманда Альтай — французская певица из Сирии.
- Азиз Аль-Азмех — сирийский учёный.
- Халят Шаукат — сирийская актриса.